# Huracà Humberto (2007)
L'Huracà Humberto va ser un dèbil huracà que es va formar i intensificar més ràpid que cap altre cicló tropical registrat, abans de recalar. Es va desenvolupar el 12 de setembre de 2007 al nord-oest del golf de Mèxic. S'intensificà ràpidament i colpejava a High Island, Texas amb vents de 150 km/h el 13 de setembre, l'endemà de la seva formació. Es va debilitar progressivament a mesura que s'endinsava terra endins, i el 14 de setembre es començava a dissipar sobre el nord-oest de l'estat de Geòrgia mentre interaccionava amb un front fred que s'acostava.